# 基恩喬喬區
基恩喬喬區是非洲中部國家烏干達的111個區之一，由西部區負責管轄，首府是基恩喬喬，距離首都坎帕拉約274公里，主要的經濟產業有農業，2010年人口估計為337,300。

## 外部連結
- The Evolution of Ugandan Districts

00°37′N 30°39′E / 0.617°N 30.650°E